# ITF青少年巡回赛
ITF青少年巡回赛（英語：ITF Junior Circuit），又称为国际网球联合会青少年巡回赛，现在被称为ITF青少年世界网球巡回赛（The ITF World Tennis Tour Juniors），是世界范围内18岁以下青少年网球运动员的顶级巡回赛。成立于1977年ITF青少年巡回赛最初只有只有9项赛事，到2022年ITF青少年巡回赛已经在140个国家举办了超过650场比赛。效仿ATP和WTA巡回赛，ITF青少年巡回赛对选手进行排名，并在年底加冕年终世界冠军称号。

## 历史
ITF青少年巡回赛由国际网球联合会（ITF）组织。自从它诞生以来，它就是许多网球运动员职业生涯的开端。一些少年世界冠军在职业巡回赛中取得了巨大的成功，包括伊万·伦德尔、帕特·卡什、加布里埃拉·萨巴蒂尼、玛蒂娜·辛吉斯、马塞洛·里奥斯、安迪·罗迪克、阿梅莉·毛瑞斯莫、罗杰·费德勒等等。从1982年到2003年，ITF青少年巡回赛分开评选单打和双打的年终冠军。从2004年开始，男子排名和女子排名合并，只选出一个年终冠军。

## 赛事等级
就像ATP和WTA一样，ITF青少年巡回赛也分为不同的级别。最高级别的赛事是青少年大满贯和青年奥林匹克运动会网球比赛，其次是类似于年终总决赛的ITF世界网球巡回赛青少年总决赛（ITF World Tennis Tour Junior Finals，又称ITF青少年大师赛）。就相对于大满贯的积分而言，ITF青年少年巡回赛的A级赛事（Grade A，现在也成为JA级赛事，最新为J500赛事）相当于成人的ATP1000大师赛和WTA1000巡回赛。按日历顺序依次是：
- 香蕉碗杯（英语：Porto Alegre Junior Championships）（巴西克里西乌马，2019年前在阿雷格里港）[5]
- HTV国际青少年公开赛（英语：International HTV Junior Open）（德国奥芬巴赫）[6]
- 邦菲戈里奥杯（英语：Trofeo Bonfiglio）（意大利米兰）[7]
- 开普敦站（南非开普敦）[8]
- 大阪市长杯（英语：Osaka Mayor's Cup）（日本大阪）[9]
- 墨西哥青少年杯（英语：Abierto Juvenil Mexicano）（墨西哥梅里达）[10]
- 橘子碗国际网球锦标赛（美国普兰泰申）[11]

所有剩余的比赛被分配到1至5级（Grades 1-5）。标为B1到B3的比赛指的是区域性比赛。
2018年，ITF大幅度改革了积分系统。新系统的设计目的是给予更高级别的A级赛事和1级赛事更多的权重，并奖励那些在无论那种级别的比赛中取得更取得更好成绩的球。它还将青少年大满贯、青奥会和ITF青少年大师赛提升到A级以上，这在是以前是最高级别。最后，B级比赛现在和其他区域性质比赛给予相同的分数，而不是像以前那样稍微高一些。
ITF的排名系统结合了单打和双打成绩。然而双打选手进入1/4比赛的权重降低了。此外，只有在巡回赛中单打和双打的前六个好成绩才能计入选手的排名。每个级别比赛的积分分布如下：
2022年末，ITF再次更新了赛事等级名称，进一步向ATP和WTA赛事等级命名靠拢，直接反映出赛事冠军可以获得的分数，从2023年赛季开始使用。原先的GA，G1，G2，G3，G4和G5等级名称更新为：J500，J300，J200，J100，J60和J30。青少年大满贯赛事不变。
| 赛事          | 冠军 | 亚军 | 半决赛 | 八强 | R16 | R32 |
| 大满贯/青奥会 | 1000 | 700  | 490    | 300  | 180 | 90  |
| 年终决赛      | 750  | 450  | 250+   | 150+ | -   | -   |
| J500          | 500  | 350  | 250    | 150  | 90  | 45  |
| J300          | 300  | 210  | 140    | 100  | 60  | 30  |
| J200          | 200  | 140  | 100    | 60   | 36  | 18  |
| J100          | 100  | 60   | 36     | 20   | 10  | 5   |
| J60           | 60   | 36   | 18     | 10   | 5   | -   |
| J30           | 30   | 18   | 9      | 5    | 2   | -   |

备注： ITF青少年大师杯奖励给第3名和第4名奖励320, 250, 5-8名分别奖励200, 185, 165, 150分。
| 比赛          | 冠军 | 亚军 | 半决赛 | 八强 | R16 |
| 大满贯/青奥会 | 750  | 525  | 367    | 225  | 135 |
| J500          | 375  | 262  | 187    | 112  | 67  |
| J300          | 225  | 157  | 105    | 75   | 45  |
| J200          | 150  | 105  | 75     | 45   | 27  |
| J100          | 75   | 45   | 27     | 15   | 7   |
| J60           | 45   | 27   | 14     | 7    | -   |
| J30           | 25   | 13   | 6      | 3    | -   |

## 青少年豁免项目
1997年，ITF开始了青少年豁免项目（Junior Exempt project），以帮助世界上最优秀的女子青少年选手过渡到职业水平。青少年豁免项目为当年世界排名前10的女子选手提供了进入ITF女子巡回赛的外卡机会，外卡的数量和比赛级别取决于球员在前世界前10名中的名次。从2007赛季开始，青少年豁免项目扩大到男子比赛，帮助排名前10的青少年男子选手将获得ITF男子巡回赛（未来赛）的外卡。
自2018年以来，ITF世界网球巡回赛（前未来赛）的15K级别赛事为ITF青少年巡回赛的顶级选手预留了正赛外卡。

## 链接
- ITF青少年巡回赛主页 （页面存档备份，存于）